# Sense and Sensibility
Sense and Sensibility (in het Nederlands vertaald als Verstand en gevoel, Gevoel en verstand of Verstand en Onverstand) is de eerste, in 1811 anoniem uitgegeven roman van de Engelse schrijfster Jane Austen. Het verhaal is gebaseerd op de briefroman Elinor and Marianne die ze wellicht al in 1795, op 19-jarige leeftijd, schreef. Het verhaal gaat over de zusters Dashwood, Elinor en Marianne. In het boek beschrijft Austen een milieu (Engelse landadel) waarin niet alleen vrouwen, maar ook mannen het slachtoffer kunnen zijn van regels over familiebanden, eigendommen en het huwelijk. De titel verwijst naar de verschillende wijzen waarop de hoofdpersonages tegen hun situatie aankijken: Elinor Dashwood baseert zich op verstand (sense) en haar jongere zus Marianne gaat in eerste instantie meer uit van haar gevoel (sensibility).

## Het verhaal
Mr. en Mrs. Dashwood wonen met hun drie dochters, Elinor, Marianne en Margaret, op hun landgoed, Norland Park. Als Mr. Dashwood komt te overlijden laat hij alles aan zijn zoon John Dashwood - van zijn eerste vrouw - na, conform de geldende wet- en regelgeving. John Dashwood belooft zijn vader op zijn sterfbed dat hij goed voor zijn stiefmoeder en zijn drie halfzusjes zal zorgen, maar zijn vrouw, Fanny Dashwood, weet hem vervolgens daarvan af te houden.
De weduwe Dashwood en haar drie dochters moeten dus verhuizen aangezien John Dashwood hun huis heeft geërfd, en ze zoeken naar een eigen huis dat ze kunnen betalen en toch enigszins ruim is. Ondertussen wonen Mr. en Mrs. John Dashwood al bij hen en logeert de broer van Fanny Dashwood, Mr. Edward Ferrars, er ook tijdelijk. Edward en Elinor raken erg op elkaar gesteld maar Fanny maakt Mrs. Dashwood duidelijk dat zij de twee liever niet met elkaar ziet trouwen.
Mrs. Dashwood krijgt van haar neef Sir John Middleton een cottage aangeboden die redelijk ruim is en niet duur: Barton Cottage. Dat het ver van Norland is zou eerst een bezwaar zijn geweest voor Mrs. Dashwood, maar na het gesprek met Fanny over Elinor en Edward wil ze juist zo ver mogelijk weg. Ze besluit het aanbod te aanvaarden en ze vertrekken er zo snel mogelijk naartoe, dit tot verdriet van Elinor die met pijn in haar hart afscheid neemt van Edward Ferrars. Edward belooft hen te bezoeken.
In hun nieuwe huis valt het een en ander tegen. Ze hebben door geldgebrek nog maar een paar bedienden, in tegenstelling tot het grotere aantal bedienden dat ze op Norland gewend waren. Ook is Sir John een man die, samen met zijn schoonmoeder Mrs. Jennings, ervan houdt om Elinor en Marianne tot vervelens toe te plagen. Ze plagen Elinor omdat ze vermoeden dat ze verliefd is, en proberen te vissen naar de naam van de gelukkige. Ondanks dit mogen de Dashwoods deze mensen toch. Een andere man die bij hen in de buurt woont, Colonel Brandon, is een goede vriend van Sir John. Hij wordt verliefd op Marianne, zodra hij haar ziet. Marianne heeft echter in eerste instantie absoluut geen aandacht voor hem, omdat ze hem veel te oud vindt.
Als Marianne tijdens een wandeling haar enkel verstuikt, wordt ze geholpen door Mr. Willoughby, een knappe, levendige jongeman tot wie ze zich direct aangetrokken voelt. Mr. Willoughby lijkt interesse te hebben in Marianne en ze brengen samen veel tijd door. Iedereen is ervan overtuigd dat zij van plan zijn om uiteindelijk te trouwen, maar dat valt flink tegen als Mr. Willoughby plotseling vertrekt.
Edward Ferrars komt een tijdje bij de familie Dashwood logeren maar zijn gedrag tegenover Elinor is anders dan dat het was in Norland. Later komt Elinor erachter dat Edward al vier jaar in het geheim verloofd is met Lucy Steele, een nichtje van Lady Middleton. Elinor is gebroken, maar laat dit aan niemand anders merken, in tegenstelling tot Marianne die na het vertrek van Willoughby naar Londen helemaal van slag is en zich dagen ongelukkig voelt en dit ook aan iedereen laat zien.
Elinor en Marianne worden uitgenodigd om met Mrs. Jennings naar Londen te gaan om daar de winter door te brengen, dit tot grote vreugde van Marianne, die hoopt Willoughby daar weer te zien. Willoughby beantwoordt echter geen van haar brieven. Ze voelt zich wanhopig maar geeft nog niet op. Als de dames Willoughby eenmaal weer ontmoet hebben op een feest, waar hij erg koel reageerde naar Marianne, komen ze erachter dat hij is verloofd met de rijke Miss Grey. Uiteindelijk blijkt de reden hiervoor dat hij is onterfd door zijn tante, omdat hij Miss Williams, de protegee van Colonel Brandon, zwanger gemaakt heeft en weigert met haar te trouwen. Omdat hij flinke schulden heeft en zijn riante leven niet op wil geven, trouwt hij met een rijke vrouw, in plaats van de arme Marianne.
Zodra de verloving van Edward en Lucy uitkomt onterft Mrs. Ferrars haar oudste zoon en geeft alles aan Mr. Robert Ferrars, haar jongste en favoriete zoon. En ondanks dat Edward allang niet meer van Lucy houdt, blijft hij zijn belofte aan haar trouw en verbreekt hij de verloving niet.
Op de terugweg naar huis krijgt Marianne een koortsaanval omdat ze te lang in de regen heeft gelopen. Mr. Willoughby komt zo snel hij kan naar Elinor om te informeren naar Marianne die op dat moment erg ziek is. Hij probeert zijn verleden aan Elinor uit te leggen in de hoop dat zij het begrijpen zal. Elinor krijgt medelijden met hem, maar kan het verleden niet ongedaan maken. Ondertussen vertelt Colonel Brandon aan Mrs. Dashwood dat hij van Marianne houdt en Mrs. Dashwood, op de hoogte van alles omtrent Willoughby, krijgt nieuwe hoop voor Marianne.
Marianne wordt weer beter en ze gaan terug naar Barton Cottage waar ze te horen krijgen dat Mr. Ferrars inmiddels getrouwd is met Lucy Steele. Elinor, die nog altijd probeerde te hopen dat hun verloving verbroken zou worden, verliest nu alle hoop en probeert zich erbij neer te leggen.
Als Edward al snel bij hen op bezoek komt, komen ze er tot hun verbazing achter dat hij niet degene is die getrouwd is met Lucy, maar dat de vrouw in kwestie zijn broer Robert (die Edwards fortuin had geërfd) liever had, dit tot grote vreugde van Elinor. Edward en Elinor verloven zich snel en trouwen kort daarna.
Uiteindelijk ontdekt Marianne dat ze meer voor Colonel Brandon is gaan voelen, dat zijn standvastige liefde meer waard is dan de aandacht van Willoughby, en ze trouwt met hem.

## Personages
Mr Dashwood is de vader van John (de zoon van zijn eerste vrouw) en van Elinor, Marianne en Margaret (de dochters van zijn tweede vrouw). Hij sterft aan het begin van het boek. Hij was een goede, rijke man die zijn vrouw en dochters graag wat na wil laten, maar gezien de bepalingen waaronder hij zelf het bezit heeft geërfd moet hij alles nalaten aan zijn zoon. Hij dringt er daarom bij hem op aan om goed voor zijn stiefmoeder en halfzusters te zorgen.
Mrs. Dashwood is de moeder van Elinor, Marianne en Margeret. Haar man is onlangs overleden en dat doet haar veel verdriet. Ze wil haar dochters graag gelukkig zien trouwen en denkt dat haar twee oudste dochters al snel aan de man zijn. Ze heeft zorgen omdat ze minder geld heeft dan vroeger en probeert geduld te hebben met haar familieleden. Evenals Marianne is ze snel geroerd en neigt ze tot het nemen van slechte beslissingen die meer gebaseerd zijn op emotie dan op ratio.
Elinor Dashwood is de oudste dochter van Mr. Dashwood en Mrs. Dashwood. Ze is rustig en geduldig. Ze weet haar gevoelens en emoties in bedwang te houden, in tegenstelling tot haar zus. Ze is verliefd op Mr. Edward Ferrars, maar zij weet dat hij verloofd is met Lucy Steele, die het haar moeilijk maakt. Omdat ze zich verantwoordelijk voelt tegenover haar familie en vrienden, plaatst ze hun belangen boven haar eigen. Ze onderdrukt haar emoties zodanig dat anderen vermoeden dat ze onverschillig is. 
Marianne Dashwood is de tweede dochter van Mr. Dashwood en Mrs. Dashwood. Ze is romantisch en gretig wild en schaamt zich nergens voor. Ze wordt hopeloos verliefd op de eveneens romantische Mr. Willoughby en deze schijnt haar gevoelens te beantwoorden. De gereserveerdere Colonel Brandon is op zijn beurt weer verliefd op haar, maar ze heeft geen oog voor hem. Marianne ondergaat de meeste verandering in het boek, ze leert dat haar gevoel egoïstisch is en besluit dat ze meer op haar oudere zus wil lijken. Ze houdt van pianospelen en zingen en leest graag de sonnetten van Shakespeare.
Margaret ("Meg") Dashwood is de jongste dochter van Mr. Dashwood en Mrs. Dashwood. Zij is dertien aan het begin van het boek. Ze is eveneens romantisch en goedgehumeurd aangelegd, maar van haar wordt niet verwacht dat ze ooit de intelligentie zal bereiken van haar zusters.
Mr. John Dashwood de enige zoon van wijlen Mr. Dashwood en zijn eerste vrouw. Hij erft alles van zijn vader en er wordt van hem gevraagd of hij goed wil zorgen voor Mrs. Dashwood en haar dochters. Hij wordt echter beïnvloed door zijn vrouw, Fanny, en daardoor krijgen de vier vrouwen Dashwood maar weinig geld.
Mrs. John Dashwood, geboren Fanny Ferrars, is een egoïstische vrouw die alleen maar van geld houdt. Ze hoopt daarom ook dat haar twee broers, Edward en Robert, trouwen met een rijke vrouw. Zij overtuigt haar man ervan dat ze zijn familieleden weinig geld hoeft te geven.
Colonel Christopher Brandon, een goede vriend van Sir John Middleton, is een man van 35 die verliefd wordt op het moment dat hij Marianne ziet. Zij heeft echter meer interesse voor Mr. Willoughby die een belangrijke rol speelt in zijn nog niet zo heel verre verleden. Hij heeft, toen hij jong was, veel van een meisje gehouden, Eliza, maar vanwege het geld konden ze niet met elkaar trouwen. Toen hij haar later, na zijn dienst in het leger, opzocht, bleek zij zwanger te zijn. Ze komt te overlijden, maar het kindje blijft leven en aangezien hij had beloofd om voor haar te zorgen, beschouwt hij zich als een soort vader voor dat meisje. Hij voorziet in Edward Ferrars' levensonderhoud nadat zijn moeder hem heeft onterfd. 
Mr. Willoughby wordt verliefd op Marianne, zodra hij haar ziet. Hij deelt haar artistieke en culturele ideeën. Lange tijd hoopt hij met haar te kunnen trouwen, maar niemand weet dat hij een kind verwekt heeft met Eliza Williams, de dochter van Eliza. Vanwege zijn nogal wilde verleden wordt hij onterfd en wil daarom niet met Marianne trouwen, omdat ze arm zullen zijn. Het werd algemeen aangenomen dat hij met Marianne zou trouwen, mede dankzij haar te familiaire daden, zoals persoonlijke brieven rechtstreeks aan hem adresseren. Hij breekt haar hart en hij trouwt met de rijke Miss Grey.
Mr. Edward Ferrars is de broer van Mrs. Fanny Dashwood. Hij heeft een rustig karakter en hoopt later voor de kerk te gaan werken, ondanks dat zijn moeder hem liever iets anders ziet doen. Hij is verliefd op Elinor, maar heeft een belofte gedaan aan Lucy Steele en kan Elinor daarom niet om haar hand vragen. Hij blijft zijn belofte trouw. Als zijn moeder erachter komt dat hij verloofd is, wordt hij onterfd, maar dat weerhoudt Edward er niet van om met Lucy verloofd te blijven. Uiteindelijk trouwt zijn broer Robert met Lucy.
Mr. Robert Ferrars is de lievelingszoon van Mrs. Ferrars en erft, na de onterving van Edward, alles wat Edward zou erven. Hij is een egoïstische man die denkt dat hij belangrijk is. Uiteindelijk verlooft hij zich met de oude liefde van zijn broer, Lucy, en trouwt met haar.
Anne Steele komt in het boek een paar keer voor. Ze is Lucy's sociaal onhandige oude zuster, geïnteresseerd in ieders liefdesleven, daarnaast heeft ze een oogje op de dokter, hoewel ze dit blijft ontkennen.
Lucy Steele, jongere zuster van Anne, is in het geheim verloofd met Edward Ferrars en weet dat hij een oogje heeft op Elinor. Hoewel ze weinig opleiding heeft genoten en eveneens weinig geld bezit, is ze toch aantrekkelijk en slim, maar ook manipulatief.
Sir John Middleton is een neef van Mrs. Dashwood die haar en haar drie dochters een cottage aanbiedt na het overlijden van Mr. Dashwood. Hij is een vrolijke man die van gezelschap houdt van andere mensen. Hij woont met zijn vrouw in bij zijn schoonmoeder, Mrs. Jennings.
Lady Middleton, vriendelijk maar gereserveerd, heeft vrijwel alleen maar oog voor haar vier verwende kinderen.
Mrs. Jennings is de moeder van Lady Middleton en is al net zo vrolijk en blij als Sir John Middleton. Ze houdt ervan te plagen en mensen te koppelen, tot ergernis van Elinor en Marianne.
Mrs. Palmer is de jongste dochter van Mrs. Jennings; ietwat leeghoofdig, maar altijd opgewekt en praatgraag.
Mr. Palmer is haar echtgenoot; zijn cynische ongemanierdheid jegens zijn vrouw en tegen de meeste andere mensen is deels een pose, tegen Elinor en Marianne is hij wel vriendelijk.
Sophia Grey is een rijke en kwaadaardige erfgename met wie Mr. Willoughby trouwt om zijn comfortabele leventje voort te kunnen zetten na zijn onterving.
Lord Morton is de vader van Miss Morton.
Miss Morton is een rijke vrouw. Mrs. Ferrars hoopt dat aanvankelijk dat haar zoon Edward met haart trouwt. Later hoopt ze dat haar andere zoon Robert met haar trouwt.
Mr Pratt is een oom van Lucy Steele. Hij is Edwards leraar.
Eliza Williams (dochter) staat onder voogdij van kolonel Brandon, ongeveer 15 jaar oud en draagt een onwettig kind van John Willoughby.
Eliza Williams (moeder) was vroeger het onderwerp van liefde van kolonel Brandon. Ze stond onder voogdij van Brandons vader en werd gedwongen Brandons oudere broer te trouwen. Het huwelijk was ongelukkig en uiteindelijk is ze in het armenhuis overleden.

## Films
Actrice Emma Thompson bewerkte het boek en schreef een script voor de gelijknamige film uit 1995. Deze film werd geregisseerd door Ang Lee, de cast bestond uit onder meer Kate Winslet, Alan Rickman, Emma Thompson, Hugh Grant en Gemma Jones. De film won een Oscar, twee BAFTA Awards, twee Golden Globes en diverse andere prijzen.
Tevens werd er tweemaal een televisieserie van het boek gemaakt, in 1981 en in 2008. In de serie uit 2008 speelt Hattie Morahan de rol van Elinor en Charity Wakefield die van Marianne Dashwood. Ondanks het feit dat er in deze serie niet zulke bekende namen speelden als in de film uit '95 werd de serie, die begin 2008 op televisie werd uitgezonden en uit drie delen van 50 minuten bestaat, een succes. In november 2008 werd de serie op dvd uitgebracht.
De Indiase directeur Rajiv Menon heeft in 2000 het boek losjes bewerkt voor een Tamiltalige film, die Kandukondain Kandukondain heet (of Ik heb het gezien, ik heb het gezien), met Tabassum Hashmi als Elinor en Aishwarya Rai als Marianne.